# Philippe Martinez (cyclisme)
Pour les articles homonymes, voir Philippe Martinez (homonymie) et Martinez.
Philippe Martinez (né le 28 septembre 1959 à Lyon) est un coureur cycliste français, membre de l'équipe Peugeot de 1981 à 1983.

## Biographie
Philippe Martinez se révéle dans le Critérium du Dauphiné libéré 1981 en prenant la huitième place finale et en démontrant des aptitudes certaines pour l'escalade. Il termine quatrième de la première étape, cinquième de la quatrième étape, quatrième de la cinquième étape et troisième de la sixième étape. Dans la foulée, il prend la deuxième place de la première étape du Grand Prix du Midi libre. Il démontre ensuite des talents de rouleur en terminant troisième des prologues du Tour de Romandie et de l'Étoile des Espoirs la même année. Mais la suite de sa carrière est décevante et il disparaît des pelotons fin 1983.
Il vit actuellement à Nice et est PDG de Rana France,.

## Palmarès
- Amateur
  - 1976-1980 : 30 victoires
- 1979
  - 2e de la Polymultipliée lyonnaise
- 1980
  - Circuit du Cantal
  - 12e étape du Tour de l'Avenir
  - 2e du Grand Prix du Cru Fleurie
  - 3e du Grand Prix de Cours-la-Ville
- 1981
  - 1reb étape de l'Étoile des Espoirs (contre-la-montre par équipes)
  - 8e du Critérium du Dauphiné libéré
- 1983
  - 9e du Grand Prix du Midi libre